# 鈴木吉之助
鈴木 吉之助（すずき きちのすけ、1887年1月25日 - 1951年12月7日）は、日本の政治家。衆議院議員（3期）。

## 経歴
京都府出身。1907年日本大学商科卒。京都市議、同参事会員、同副議長、京都府議、同副議長、同参事会員、同市部会議長、京都市教育会理事、同連合青年団評議会議長、京都土地興業(株)常務取締役、京都毎日新聞社長、京都市児童愛護連盟理事長となる。
1928年の第16回衆議院議員総選挙において京都1区(当時)から立憲政友会公認で立候補して初当選。以来連続3回当選した。1930年の第17回衆議院議員総選挙で再選。1932年の第18回衆議院議員総選挙で三選。1936年の第19回衆議院議員総選挙には出馬しなかった。
1939年までに新興キネマの演芸部長に就任。当時、映画界では上映作品不足であり、空いた時間を演芸で埋めるために多くの芸人を確保する必要があった。鈴木は給料の安価な吉本興業の人気芸人に着目、高待遇を提示するなど積極的な引き抜きを指揮した。
1951年死去。